# Нијела Белбо
Нијела Белбо (итал. Niella Belbo) је насеље у Италији у округу Кунео, региону Пијемонт.
Према процени из 2011. у насељу је живело 289 становника. Насеље се налази на надморској висини од 790 м.

## Становништво
Према резултатима пописа становништва 2011. у општини је живело 401 становника.
| 1931. | 1936. | 1951. | 1961. | 1971. | 1981. | 1991. | 2001. | 2011. |
| ----- | ----- | ----- | ----- | ----- | ----- | ----- | ----- | ----- |
| 842   | 845   | 837   | 699   | 581   | 511   | 457   | 421   | 401   |